# Ellen Becker
Pour les articles homonymes, voir Becker.
Ellen Becker, née le 3 août 1960 à Duisbourg (Allemagne de l'Ouest), est une ancienne rameuse allemande. Elle est médaillée de bronze aux Jeux de 1984.

## Carrière
Aux Jeux olympiques de 1984, Becker prend part à deux courses : le huit féminin où elle termine 6e puis le deux sans barreur avec Iris Völkner avec qui elle monte sur la troisième marche du podium.

## Palmarès

### Jeux olympiques
- Jeux olympiques d'été de 1984 à Los Angeles ( États-Unis) :
  -  médaille de bronze en deux sans barreur

## Ouvrage
- (de) Ellen Becker, Mit Rock und Riemen. Die Entwicklung des Frauenruderns im Deutschen Reich und in der Bundesrepublik, Greven, Tiger-Verlag, 1992, 159 p. (ISBN 3-929302-00-4).